# فالکن فیلد (جورجیا)
فالکن فیلد (جورجیا) (به انگلیسی: Falcon Field (Georgia)) (به زبان بومی: Falcon Field) یک فرودگاه همگانی بهره‌برداری هوایی است که یک باند فرود آسفالت دارد و طول باند آن 1591 متر است. این فرودگاه در شهر آتلانتا کشور ایالات متحده آمریکا قرار دارد و در ارتفاع 246 متری از سطح دریا واقع شده است.